# Аньяделло
Аньяделло (итал. Agnadello) — город в Италии, расположен в регионе Ломбардия, подчинён административному центру Кремона (провинция).
Население составляет 2977 человек, плотность населения — 248 чел./км². Занимает площадь 12 км². Почтовый индекс — 26020. Телефонный код — 00373.
Покровителем коммуны почитается святой Виктор Мавр, празднование 8 мая.